# Carlo de Leo
Carlo de Leo es un deportista brasileño que compite en vela en la clase Soling. Ganó una medalla de plata en el Campeonato Mundial de Soling de 2017.

## Palmarés internacional
| Campeonato Mundial | Campeonato Mundial    | Campeonato Mundial | Campeonato Mundial |
| Año                | Lugar                 | Medalla            | Clase              |
| ------------------ | --------------------- | ------------------ | ------------------ |
| 2017               | Muiden (Países Bajos) | Medalla de plata   | Soling             |